# Tetanocera stricklandi
Tetanocera stricklandi är en tvåvingeart som beskrevs av Steyskal 1959. Tetanocera stricklandi ingår i släktet Tetanocera och familjen kärrflugor. Inga underarter finns listade i Catalogue of Life.